# منطقه کلان‌شهری اونزبرو
اونزبرو (به انگلیسی: Owensboro) یک منطقه کلان‌شهری در ایالات متحده آمریکا است. اونزبرو ۱۱۴٬۷۵۲ نفر جمعیت دارد.